# Горенцово
Горенцово  — деревня в Ивановском районе Ивановской области России. Входит в состав Коляновского сельского поселения.

## География
Находится  примерно в 400 метрах по дороге на север села Панеево.

## История
Входит в Коляновское сельское поселение с момента образования 25 февраля 2005 года в соответствии с Законом Ивановской области № 40-ОЗ.

## Население
| 1859 | 1905 | 2010 |
| ---- | ---- | ---- |
| 164  | ↘142 | ↘16  |

### Национальный состав
Согласно результатам переписи 2002 года, в национальной структуре населения русские составляли 100 % из 5 чел.

## Инфраструктура
Основа экономики — сельское хозяйство. Действует сельскохозяйственное предприятие «Светлый».

## Транспорт
Деревня доступна по просёлочным дорогам.